# 美丽毛茛
美丽毛茛（学名：Ranunculus pulchellus），为毛茛科毛茛属下的一个种。

## 扩展阅读
維基物種上的相關：美丽毛茛